# Immanuel Ross
Immanuel Christian Grave Ross, född den 14 maj 1842 i dåvarande Holums kommun, nära Mandal, död den 21 augusti 1923 i dåvarande Os kommun i Hordaland fylke, var en norsk publicist och arkeolog. Han var bror till Hans Ross. 
Ross studerade moderna språk och blev 1866 lärare i Bergen, där han 1871 var med om att stifta en underavdelning av Foreningen til norske Fortidsmindesmærkers Bevaring, i vars årsberättelser han en lång följd av år meddelat resultaten av sina arkeologiska undersökningar i västra Norge. Han skrev en del läroböcker i språk och litteratur, berättelser och ungdomsböcker.